# Château de La Taillée
Le château de La Taillée est une propriété privée, inscrit aux monuments historiques, il se situe à Échiré (9 km de Niort).

## Historique
Le château de la Taillée, construit en pierre de taille dans le style Henri IV / Louis XIII, a été édifié en un seul jet, au début du XVIIe siècle. Trois dates sont gravées dans la pierre : 1636, sur la façade nord, 1639 sur le côté midi du porche, 1642 sur le pigeonnier ouest.
Il fut construit par la famille du Fay de La Taillée, et plus précisément par Josué du Fay, qui avait épousé le 27 avril 1629 Préjente de Magné. Leurs armes sont sculptées sur la façade nord du château.
Leur fils, Louis du Fay, seigneur de La Taillée, épouse le 9 décembre 1683 Élisabeth Martel de Vandré. C'est la nièce d'Éléonore Desmier d'Olbreuse que l'on a surnommé la grand-mère de l'Europe. Sa fille, Sophie-Dorothée, épouse Georges-Louis de Brunswick-Hanovre qui montera sur le trône d'Angleterre sous Le nom de Georges Ier. Georges-Guillaume du Fay, par contrat de mariage signé le 19 février 1705 au château de la Durbelière, épouse Françoise du Vergier de La Rochejaquelein. Par sa mère, née Élisabeth de Caumont d'Adde, elle est l'arrière-petite-fille du poète Agrippa d'Aubigné.
Pendant la Révolution, les du Fay de La Taillée émigrent. Le château est mis en vente comme bien national, mais ne trouve pas d'acquéreur. Les propriétaires légitimes le récupèrent à leur retour d'émigration, et le transmettent de génération en génération à leurs descendants directs qui le possèdent encore aujourd'hui.
Le château est inscrit au titre des monuments historiques une première fois par arrêté du 4 novembre 1969 pour les façades et toitures du château, et une deuxième fois par arrêté du 16 décembre 1987 pour les façades et toitures des communs.